# 现代战争：沙漠风暴
《现代战争：沙漠风暴》是一款由法国Gameloft游戏商开发并且发行的第一人称射击类手机游戏，支持苹果iOS平台、谷歌Android平台、webOS和三星Bada。该游戏与《使命召唤4：现代战争》和《使命召唤：现代战争2》相似。玩家通过扮演一名参加中东战争的士兵来体验现代战争。2010年4月1日，Gameloft发布了《沙漠风暴》的高清版，该版本只针对苹果公司的iPad设备。2010年10月4日，Gameloft在iOS、WebOS和Android平台下发布了沙漠风暴的续作《现代战争2：黑色飞马》 。

## 剧情
玩家需要通过扮演一名美军军官，前往剿灭一个偏远的武装恐怖分子集团，以中东战争为主场景，包括中东地区的城市、医院、污水渠、港口、实验室、训练营等等。游戏采用了第一人称视角，还拥有自动标准和狙击射击模式，无论新手还是老手都能很容易的掌握游戏的规则。大量的现代化武器装备，包括了突击步枪、狙击步枪、RPG火箭筒、散弹枪、冲锋枪、轻机枪、重机枪等，还有在吉普车各类交通工具可以使用，同时还有手榴弹、闪光手雷、辐射检测器等等其他装备。

## 游戏内容
游戏具有10种不同的任务供玩家完成。2010年1月28日，Gameloft对沙漠风暴进行了一次更新，这次更新添加了多人游戏模式。在游戏中的主要敌人是恐怖分子。游戏通过使用虚拟摇杆来在屏幕上进行行动和视野调整。玩家还可以通过虚拟按键进行蹲下，投掷手榴弹，进入载具，改变武器和射擊等操作。

## 武器
游戏提供各种现代作战武器：突击步枪，攻击和移动速度高，但缺乏攻击力和准确性。冲锋枪，猎枪，狙击步枪和RPG，这些武器可在任务箱子中找到。
在多人游戏中，武器分为四个类，共7个武器，它们分别是：M16A3突擊步槍、AK-47突击步枪，MP5A2，M870霰彈槍，M24 SWS狙击步枪，M249轻机枪和RPG-7火箭助推榴弹。